# افغان میناتوری

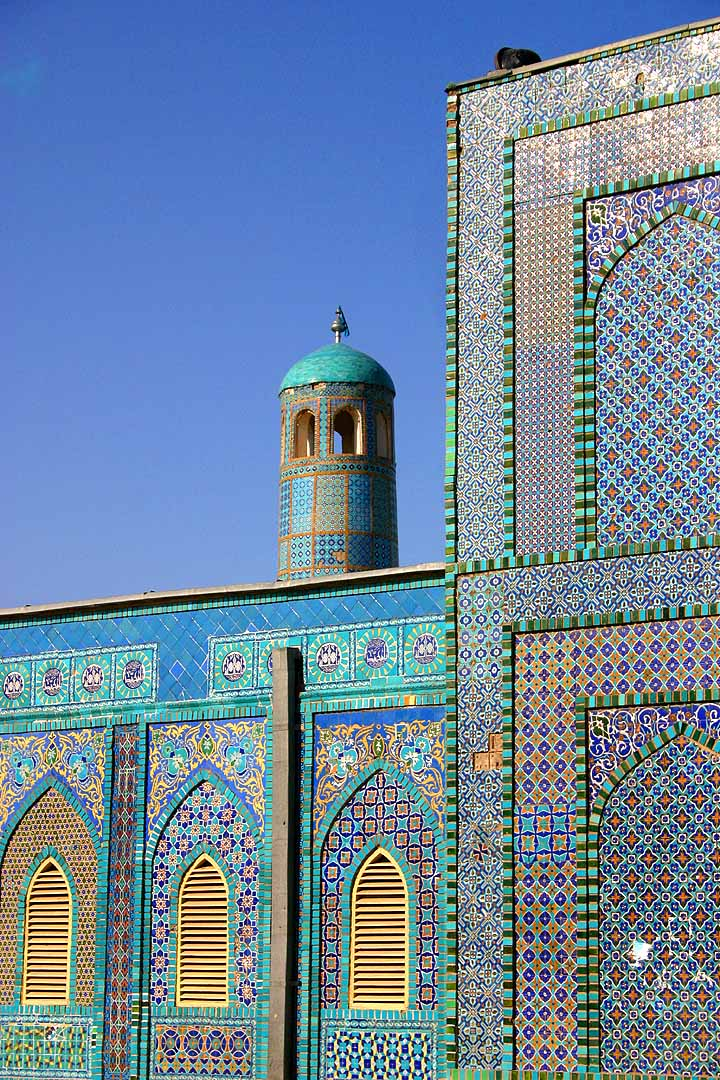
گوشه‌ای از مسجد روضهٔ شهر مزارشریف که در زمان سلطان حسین بایقرا اعمار گردیده است

زسم میناتوری که توسط کریم پوپل ترسیم گردیده است

افغان میناتوری نوعی از نقاشی است که در آن ترسیمه در ابعاد کوچک خلق می‌شود.
و یا عبارت از یگونه رسامی (ترسیم زیبا خیالی) مخصوص‌اند که توسط پیوند دادن برگ‌ها، گلبرگ‌ها، ساقه، پیوند، پندک یا فندق شاخه‌ها ، شاخچه‌ها، خط‌های مختلفهٔ هندسی مناظر طبعی و غیره شکل می‌گیرد. این رسم با قلم در کاغذ، با وسایل گوناگون روی فلزات، چوب، گچ سمنت سنگ منسوجات، پلستیک، شیشه و غیره ترسیم می‌گردد. میناتوری در جهان از جمله هنرهای زیبا بوده مقام سوم را در صنعت هفت هنر زیبا دارند. این هنر در شرایط امروز به‌شکل مدرن و سهل ترسیم می‌گردد. میناتوری در صناعی قالین تکه‌سازی چوب، معماری و خالکوبی تاتو خیلی نیز استعمال دارد.

## تاریخچه

گوشه‌ای از مقبرهٔ گوهرشاد بیگم، حامی مکتب مینیاتوری، نگارگری و نقاشی در افغانستان

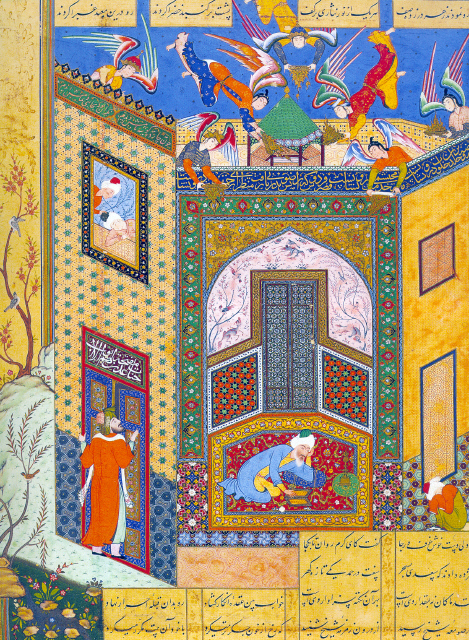
یکی از رسم‌های نگارگری دورهٔ تیموریان

مورخان ازبکستان و افغانستان یادآوری می‌نمایند که هنر نگارگری و مینیاتوری در چین نشو و نمو نموده، در دورهٔ چنگیزخان و تیموریان از چین به کشورهای آسیای جنوبی غربی آورده شده‌است. این هنر پس از اختراح کاغذ رونق یافت. تا سلطنت چنگیزخان کسی نمیدانست که چین کاغذ ظروف چینی تکه‌های نازک و غیره را چگونه تولید می‌کند. چنگیز خان پس از تصاحب نصف جهان راز تولیدات چین را به تمام مستعمرات خود افشا نمود. پسان‌تر سمرقند دومین تولیدکننده کاغذ وظروف گردید. این هنر در همین شهر انکشاف بهتر نمود.بدین منظور هنر مینیاتوری در کشورهای اسلامی انکشاف عالی نمود. در توسعه این هنر پادشاهان حاکمین ،صاحب کاران مساجد و اماکن مقدسه رول عمده داشته‌اند. شاهان علاقه داشتن در ظروف لباس دیوار شاهی رسم ونفش‌های مرغوب مینا کاری نقش گردد.. مسلمانان این هنر را در ورق‌های قرآن شریف و سایر کتب مذهبی به منظور احترام و زیبا ساختن کتب مقدس خوداستعمال مینمودند. که پسان‌تر هر کشور از خود نوع و اشکال تازه را شامل این هنر نمودند. در افغانستان تیموریان پایتخت خودرا از سمرقند به هرات انتقال دادند شاهرخ میرزا خانم با دانش و هنرمند داشت به نام گوهر شاد بیگم .این خانم در هرات مدرسه را به همین منظور ایجاد نمود. که از میناتوری‌های آن وقت آثار زیادی در آرشیف ملی افغانستان موجود است. نقش این هنر بروی پلاستک توسط کمپیوتر در کابل و پشاور خیلی مروج گشته است. مردمان روستاها نقش این هنر را در ظروف گلی، کاشی، قرآن شریف قلمی بادست رسم مینمایند. دو آثار دورهٔ تیموریان که تاکنون باقی‌مانده است، عبارتند از میناکاری در روضخ مزار شریف که در زمان سلطنت سلطان حسین بایقرا تیموری بنا گردیداست و دومی آن منار جام هرات است که در زمان گوهرشاد بیگم خانم شاه روخ شاه تیموری، اعمار گردید. هنر مندان بعدی که این هنر را تعقیب وانکشاف داده و از آن‌ها آثار باقی‌مانده است عبارتند، استاد بهزاد ، احمد علی کهزاد، غلام محمد میمنگی ، جلالی پوپلزائی می‌باشد. هم‌اکنون در افغانستان مکتب هنر میناتوری به نام مدرسه علامه غلام محمد میمنگی وجود دارد .وهم دانشگاه هنرهای زیبا بخش را به نام هنرنقاشی ایجاد نموده‌است.

## انواع اشکال که در میناکاری استعمال دارد
میناکاری از ترسیم و به هم وصل نمودن اشکال منظم هندسی طبیعی بدست می‌آید. یکی از خصوصیات بارز این رسم خورد وظریف ساختن خطها است. که اشکال آن قرار ذیل است.

### گل‌ها
طبیعت گلبرگ‌هاها را به‌منظور جلب جانداران خلق نموده‌است. گل‌ها داری رنگ و اشکال هندسی زیاد بوده میناتورستهای هر کشور نظر به اجسام زیبا محیط دست داشته خود رسم می‌نمایند. عمده‌ترین کار و فشار در ترسیم میناتوری گل است. گل‌ها دارای کاس برگ، تاس برگ، گًرده، تخمدان و فندک می‌باشند.

### برگ
در طبیعت اشکال مختلف بوده میناتوریست‌ها زیاده از ۱۲ شکل برگ استعمال می‌نمایند. برگهاعمدتا به ۳گروه تقسیم شده‌اند مدورو پهن، سوزنی و برگ‌های مخروتی.

### شاخه و شاخچه‌ها
دارای انواع مختف بوده در رسم میناکاری شاخه‌ها خیالی مدور و کمان زاده استعمال دارد.

### پندک
دارای انواع و اشکال هندسی زیاد اند در میناتوری مدور و مخروتی قلب‌نما استعمال زیاد دارند

### ساقه
قسمت که یک‌طرف آن به زمین وطرف دیگر آن به شاخه نصب است ساقه گفته می‌شود. در میناتوری رسم ساقه نظر به لزوم دید رسم می‌گردد. ولی استعمال زیاد ندارد.

### کناره
کناره عبارت از رسم میناتوری در اطراف خط یا رسم موازی به خط کاغذ کشیده می‌شود. کناره به چندین انواع است. اسم کناره ساده وخیلی مغلق نیز می‌باشد. معمولاً در اطراف کتاب‌های دینی قران کریم تفسیر قرآن و غیره استعمال زیاد دارد.

### ترنج
گل یا مینا کاری مرکز رسم را ترنج می‌گویند. ترنیج‌ها می‌تواند به هزاران دیزاین رسم شود. رنگ نیلی آّی زرد وسبز وطلای بیشتر کار می‌شود.

### حیوانات
در کار میناتوری از حیوانات زبا وحشی خالدار و گلدار استعمال زیاد می‌برند از قبیل اهو، ببر، پلنگ و یوز پلنگ

### شیطان
در نقاشی مینا کاری یا کلتور مینا کاری از انسان‌ها با لباس‌های سیاه ومخوف نیز استعمال می‌نمایند که امروز در صنعت فلم‌سازی استعمال زیاد دارد.

### خطوط هندسی
در بعضی از مینا توری از منا ظر طبعی که مملو از خط‌ها و چین‌های زیبا هندسی باشند استعمال دارند.

### انسان
مینا کاران قدیم خاطرات جنگ‌ها دلاوری‌ها و غیره یاد بود را در روی کاغذ ظروف هموار نقش می‌بندند. که این رسم‌ها در روشنی تاریخ همان وقت خیلی کمک می‌نماید.